# Amphiplica knudseni
Amphiplica knudseni is een slakkensoort uit de familie van de Pseudococculinidae. De wetenschappelijke naam van de soort is voor het eerst geldig gepubliceerd in 1988 door McLean.